# Šiljakovina
Šiljakovina is een plaats in de gemeente Velika Gorica in de Kroatische provincie Zagreb. De plaats telt 668 inwoners (2001).